# Irondale, Ohio
Irondale là một làng thuộc quận Jefferson, tiểu bang Ohio, Hoa Kỳ. Năm 2010, dân số của làng này là 387 người.

## Dân số
- Dân số năm 2000: 418 người.
- Dân số năm 2010: 387 người.